# Schönau (Odenwald)
Schönau este o comună din landul Baden-Württemberg, Germania. Se află la o altitudine de 180 m deasupra nivelului mării. Are o suprafață de 22,49 km². Populația este de 4.376 locuitori, determinată în 31 decembrie 2023, prin actualizare statistică[*].